# Lago Mogote
El lago Mogote es un lago en la Argentina. Se ubica en el departamento Río Chico, en el centro-norte de la provincia de Santa Cruz, Patagonia. Se encuentra dentro del parque nacional Perito Moreno.

## Geografía
El lago Mogote se encuentra a 15 km al oeste del lago Belgrano, cerca de la frontera argentino-chilena. Se encuentra en una cuenca de origen glaciar que comparte con la península noroeste del lago, aguas abajo. Su emisario surge en el norte-este. El lago es parte de la cuenca del río Pascua que fluye en Chile en el océano Pacífico.
El lago es el eslabón impulsor de una cadena de lagos glaciares en los Andes Patagónicos. Sus aguas desembocan en el afluente del lago Península, tributario del lago Volcán, que alimenta el lago Belgrano a través del río Volcán. El lago Belgrano comunica con el lago Azara, que depende del lago Nansen. El emisario de la serie de los lagos es el río Carrera que desemboca en el río Mayer poco antes de cruzar la frontera con Chile. En Chile, el Mayer se une el brazo noreste del lago O'Higgins/San Martín. Finalmente las aguas de este lago fluyen al río Pascua.